# 351785 Reguly
351785 Reguly este o planetă minoră (asteroid) din centura de asteroizi. A fost descoperită pe 21 aprilie 2006 la Piszkéstetői Obszervatórium⁠(d) de Krisztián Sárneczky⁠(d) și a fost numită după Reguly Antal⁠(d). 
Obiectul prezintă o orbită caracterizată de o semiaxă mare de 2,4656604636915 UAi, o excentricitate de 0,18, o înclinație de 2 ° în raport cu ecliptica.